# My Bonnie (chanson de The Beatles with Tony Sheridan)
Pour les articles homonymes, voir My Bonnie.
Singles de Tony Sheridan and the Beat Brothers
Cry for a Shadow / Why
Singles des Beatles
Love Me Do / P.S. I Love You
Pistes inédites de Anthology 1
Cayenne Ain't She Sweet
My Bonnie (sous-titrée Mein Herz ist bei dir nur) est une version rock 'n' roll de la chanson traditionnelle écossaise My Bonnie Lies over the Ocean, enregistrée en 1961 en Allemagne de l'Ouest par le groupe britannique The Beatles, mais crédités au nom « Beat Brothers », alors qu'ils accompagnent leur compatriote, le chanteur et guitariste Tony Sheridan. Sortie en single en 1961 en Allemagne de l'Ouest et en 1962 ailleurs, et sur l'album homonyme de Sheridan, elle est rééditée en 1964, lors de la Beatlemania, encore en single et sur l'album The Beatles' First !. Cette chanson sera ultimement publiée sur le disque Anthology 1 en 1995.

## Historique

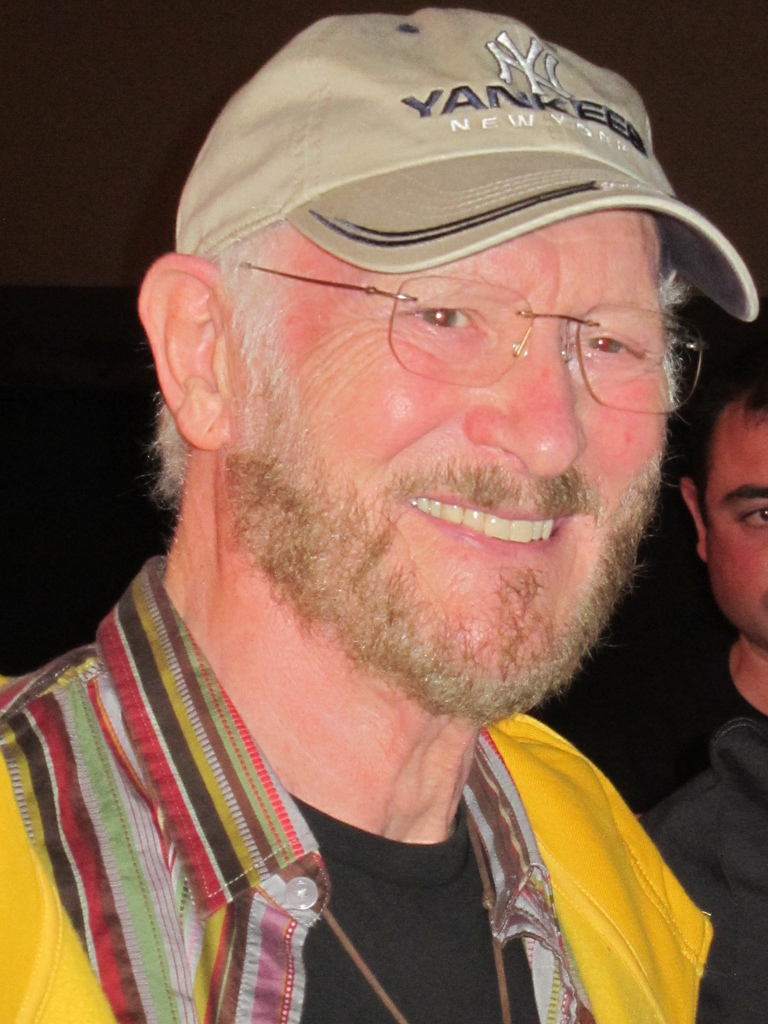
Le guitariste et chanteur anglais Tony Sheridan en 2011

Durant leurs séjours à Hambourg, les Beatles ont souvent côtoyé et joué avec Tony Sheridan qui devient rapidement un ami et un mentor; Paul McCartney le surnomme « the teacher », l'enseignant. Un soir, un collègue du chef d'orchestre et producteur allemand Bert Kaempfert les voit ensemble sur scène et recommande à celui-ci de les enregistrer. Le 22 juin 1961, Kaempfert organise cette séance d'enregistrement dans l'auditorium de la Friedrich-Ebert-Hall, un lycée dans l'arrondissement de Hambourg-Harbourg, qui voit l’enregistrement de My Bonnie, When the Saints Go Marching In (renommée The Saints) et des chansons Why, Nobody's Child, If You Love Me, Baby et deux titres où Sheridan n’apparaît pas, Beatle Bop et Ain't She Sweet.
Préalablement enregistrée par Ray Charles ainsi que par Gene Vincent, la chanson My Bonnie est dans le répertoire du groupe car elle est aussi très appréciée des marins de Hambourg. Ayant entendu leur version sur scène, le producteur suggère de l'enregistrer car il croit qu'une version rock 'n' roll de My Bonnie Lies over the Ocean, chanson apprise dans les cours d'anglais par les jeunes allemands, a le potentiel d'avoir du succès. La chanson My Bonnie (sous-titrée Mein Herz ist bei dir nur : Mon cœur n'est qu'avec toi) est donc chantée par Sheridan avec John Lennon à la guitare rythmique, Paul McCartney à la basse, Pete Best à la batterie (qui ne comprend que la caisse claire, le charleston et une cymbale) et George Harrison partageant la guitare solo avec Sheridan; Harrison jouant les accents de guitare lors des parties chantées tandis que Sheridan s'occupe du solo. On entend aussi, tout au long, Lennon, McCartney et Harrison chantant les chœurs. Trois versions existent; la première avec l'introduction lente, telle Love Me Tender, chantée en allemand d'une durée de 35 secondes, celle-ci publiée en 45 tours en Allemagne de l'Ouest, et la seconde avec une intro de 32 secondes cette fois en anglais, et enregistrée la même journée qui sera aussi publiée dans ce pays lors de la seconde impression de ce disque, et sortie au Royaume-Uni et aux États-Unis. Une troisième version, telle qu'entendue sur le 33 tours The Beatles' First !, est publiée sans cette intro; ces trois versions différentes sont toutes placées sur la réédition Deluxe de Universal Music publiée le 12 juin 2004.

## Parutions
Le 45 tours My Bonnie / The Saints est publié en Allemagne de l'Ouest le 23 octobre 1961 et crédité à Tony Sheridan and « The Beat Brothers » avec une pochette illustrée. On préfère ce pseudonyme car, en allemand, le nom Beatles a une consonance sexuelle,. Pendant quelques années, Sheridan réutilisera ce nom pour tous les groupes qui l'accompagneront sur disque. Sweet Georgia Brown sera la troisième et dernière chanson originellement créditée aux « Beat Brothers » qui est interprétée par les Beatles.
À sa sortie, My Bonnie atteint la cinquième place du palmarès de l'Allemagne de l'Ouest. C'est ce 45 tours qui fait découvrir le groupe à Brian Epstein lorsque, le 28 octobre 1961, Raymond Jones, un client de sa boutique de musique, lui demande d'en faire l'importation. Lorsque deux jeunes adolescentes lui demandent aussi ce 45 tours quelques jours plus tard, il en commandera deux cent copies. Le 45 tours sera aussi publié en Angleterre le 5 janvier 1962 où, à l'insistance de Epstein, il sera crédité à « Tony Sheridan & The Beatles »; c'est la première fois que le nom du groupe apparaît sur un disque,. Bien que les journaux musicaux britanniques tels Record Retailer, Disc ou Melody Maker publient des critiques positives, ce 45 tours n'atteint que le bas des palmarès et disparaît aussitôt des listes. Afin de profiter de la vague du Twist qui déferle sur l'occident à cette époque, le 45 tours, avec l'intro chantée en anglais, est réédité en Allemagne de l'Ouest avec la mention « Twist » sur l'étiquette. Les deux chansons du single seront aussi publiées en France, le même mois, sur un E.P. intitulé Mister Twist, complété de Why et Cry for a Shadow (le nouveau titre de Beatle Bop), mais créditées qu'à Sheridan,. Aux États-Unis, le single sera publié le 23 avril 1962 mais passera inaperçu. Cette édition est un des disques les plus rares des Beatles; on n'en dénombre qu'une vingtaine de copies existantes. Il existe plus de copies promotionnelles avec l'étiquette rose qui ont été distribuées aux disc-jockey que de copies commerciales car la plupart de ses dernières ont été détruites faute de les avoir vendues. Le 45 tours est réédité en 1964 pendant la Beatlemania, cette fois créditée à « The Beatles with Tony Sheridan » pour se placer à la 26e position,. Dans une séquence d'archives du documentaire The Beatles Anthology, on peut entendre George Harrison en entrevue téléphonique déclarer que c'est une rigolade (« ... a laugh ») de retrouver cette chanson dans le palmarès. Toujours en 1964, Polydor inclus la chanson dans Die Große Starparade 1964 (« La grande parade des étoiles 1964 »), une compilation allemande d'artistes variés, la créditant principalement aux Beatles.
Tony Sheridan baptisera son premier album, sorti en juin 1962, My Bonnie. Des chansons enregistrées avec les Beatles, seules la chanson homonyme et The Saints seront incluses dans celui-ci et pour la première fois en stéréo; les enregistrements des autres pistes sont ceux effectués en décembre 1961 par d'autres musiciens. Le nom des Beatles est tout de même inscrit en petites lettres sur la pochette d'origine identifiant leurs deux titres, ce qui en fait la première fois que leur nom apparaît sur un 33 tours.
La chanson sera incluse, sans l'introduction lente, dans des 33 tours, mis en marché par la société Polydor, qui compilent les huit enregistrements allemands des Fab Four, comprenant Sweet Georgia Brown enregistrée 24 mai 1961, et augmentée de quatre autres chansons de Tony Sheridan ; The Beatles' First ! publié en 1964 en Allemagne de l'Ouest (réédité en 1967 pour l'Angleterre et en 1969 en France), Very Together en 1969 au Canada et In the Beginning (Circa 1960) l'année suivante aux États-Unis. En 1984, Polydor rééditera une version augmentée de cet album en CD intitulé The Early Tapes of the Beatles avec My Bonnie précédée de son introduction lente chantée en anglais.
En 1968, les deux chansons du 45 tours, éditées de façon à leur donner une saveur dance, ont été publiées en stéréo sur l'album promotionnel d'artistes variés Pop With Pep. Ces versions dites  « medley » sont placées sur les collections Beatles Bop en 2001 et F1rst Recordings en 2011.
Enfin, My Bonnie avec l'introduction en anglais, sera placée à la 10e plage du premier disque d'Anthology 1, publié le 21 novembre 1995.

### Historique des publications
My Bonnie, entendue avec son introduction lente chantée en anglais, et The Saints sont notées comme étant traditionnelles avec des arrangements de Sheridan (noté : Trad. / Sheridan ou Trad. arr. Sheridan), sauf indications contraires.

#### En 45 tours
La chanson est créditée à Tony Sheridan & The Beat Brothers sauf indication contraires
- 23 octobre 1961 - My Bonnie (Mein Herz ist bei dir nur) (Trad. / Sheridan - Bertie) / The Saints (When the Saints Go Marching In) (Polydor – 24 673 ; Les deux faces notées « Rock ») - avec l'introduction chantée en allemand[39].
- janvier 1962[40]- My Bonnie (Trad. / Sheridan / Bertie) / The Saints (When the Saints Go Marching In) (Polydor – 24 673 ; Face A notée « Twist », face B notée « Rock »)[41].
- 5 janvier 1962 - My Bonnie / The Saints (When the Saints Go Marching In) (Polydor – NH 66833) - crédité à Tony Sheridan & The Beatles[42].
- janvier 1962 - Mister Twist (Super 45 tours) : When the Saints (Sheridan) /  Cry for a Shadow (G. Harrisson (sic) - J. Lennon) / My Bonnie (Sheridan - Bertie) / Why (Sheridan[n 8]) (Polydor – 21 914) - crédité seulement à Tony Sheridan[43] avec l'introduction chantée en allemand[44].
- 23 avril 1962 - My Bonnie / The Saints (When the Saints Go Marching In) (Decca – 31382 ; Noté « Vocal with instrumental accompaniment »)[45],[46].
- 12 juillet 1963 (E.P.) - My Bonnie / Cry for a Shadow (Harrison-Lennon) / The Saints (When the Saints Go Marching In) / Why (Sheridan) (Polydor – EPH 21610) - crédité à Tony Sheridan with the Beatles[47].
- 27 janvier 1964 - My Bonnie (My Bonnie Lies over the Ocean) (H.J. Fuller (en)) / The Saints (When the Saints Go Marching In) (Aucune mention d'auteur) (MGM – K 13213) - crédité à The Beatles with Tony Sheridan, sans l'introduction lente[48],[46].

#### En 33 tours
- juin 1962 - My Bonnie (LPHM 46 612) - cet album est de Tony Sheridan and The Beat Brothers bien que les deux titres du single avec les Beatles sont identifiés à leur nom[49]. C'est la première publication en stéréo de ces deux chansons[50].

Album de MGM.
- 3 février 1964 - The Beatles with Tony Sheridan and Their Guests (en) (E 4215). Sans l'intro et accompagné des trois autres chansons du maxi Mister Twist. L'album est complété de deux chansons de Sheridan sans les Beatles[51], tirées de son single de juillet 1962[52], et six pièces instrumentales d'un groupe de musiciens studio, The Titans dirigé par Billy Mure (en)[53].

Albums compilations promotionels d'artistes variés de Polydor.
- Let's do the Twist, Hully Gully, Slop, Surf, Locomotion, Monkey (SLPHM 237 622), sorti en février 1964. Sans l'intro et accompagné des trois autres chansons du maxi Mister Twist[54].
- Die Große Starparade 1964 Vol. 1 (237 349), sorti en mars 1964. Sans l'intro[55], la chanson est créditée à The Beatles sur le recto de la pochette et sur l'étiquette du disque mais à The Beatles With Tony Sheridan sur le verso de la pochette dans la liste détaillée[27].
- Moto party (46907), sorti en 10 juillet 1964, possède les quatre chansons tirées du maxi Mister Twist[56],[57]. Avec l'intro allemande[8].
- Pop With Pep (249 212), sorti en 1968, les deux faces du single en versions éditées dites « Medley »[37].

Albums compilation de Polydor.
Ces albums ont la même tracklist; ils comprennent les huit titres enregistrés avec les Beatles complétés de quatre chansons de Sheridan avec d'autres musiciens. My Bonnie y est entendue sans l'introduction lente.
- avril 1964 - The Beatles' First ! (LPHM 46 432)[58].
- 4 août 1967 - The Beatles' First (236 201)[59].
- 1er septembre 1969 - The Beatles' First (Polydor/Triumph 240011)[60].
- 12 novembre 1969 - Very Together (242.008)[61].
- 4 mai 1970 - In the Beginning (Circa 1960) (24-4504), la chanson est ici créditée « Arr.: Sheridan - Bertie »[62].

En 33 tours 25 cm
- 22 mai 1964 - Les Beatles (Polydor – 45 900) - Comprend les huit enregistrements effectués à Hambourg par les Beatles et n'est crédité qu'au groupe[63]. Avec l'introduction chantée en allemand[64].

#### EnCD
- The Early Tapes of the Beatles (Polydor – 550 0372) - sortie mondiale, le 10 décembre 1984. Réédition de The Beatles' First ! sur laquelle on rajoute deux autres enregistrements de Sheridan des quatre sans les Beatles[65].

- Anthology 1 (Apple – 7243 8 34445 2 6) - sortie mondiale, le 21 novembre 1995[66].

## Personnel

### Musiciens
- Tony Sheridan : guitare solo, chant
- John Lennon : guitare rythmique, chœurs
- George Harrison : guitare solo, chœurs
- Paul McCartney : basse, chœurs
- Pete Best : batterie

### Équipe technique
- Producteur : Bert Kaempfert
- Ingénieur du son : Karl Hinze
- Technicien du son : Günther Sörenson (possiblement)[67]

## Classements
| Classements                                                                 | Meilleure position |
| --------------------------------------------------------------------------- | ------------------ |
| Allemagne (Deutsche Hit-Parade du magazine Musikmarkt (de), 1962)           | 32                 |
| Allemagne (Musikbox du magazine Automaten Markt, 1962)                      | 11                 |
| Allemagne (Dans Bild-Zeitung, l'édition locale de Hambourg, le 21 mai 1962) | 4                  |
| Royaume-Uni (UK Albums Chart, le 6 décembre 1963, une semaine)              | 48                 |
| États-Unis (Billboard, le 14 mars 1964, 6 semaines)                         | 26                 |